# El Refugio de Providencia
El Refugio de Providencia es una localidad del estado mexicano de Aguascalientes. Es parte del municipio de Cosío.

## Demografía
| Gráfica de evolución demográfica |
|                                  |

| Censo | Población |
| ----- | --------- |
| 1940  | 115       |
| 1950  | 150       |
| 1960  | 222       |
| 1970  | 430       |
| 1980  | 649       |
| 1990  | 925       |
| 2000  | 1 137     |
| 2010  | 1 377     |
| 2020  | 1 578     |